# Eggen II

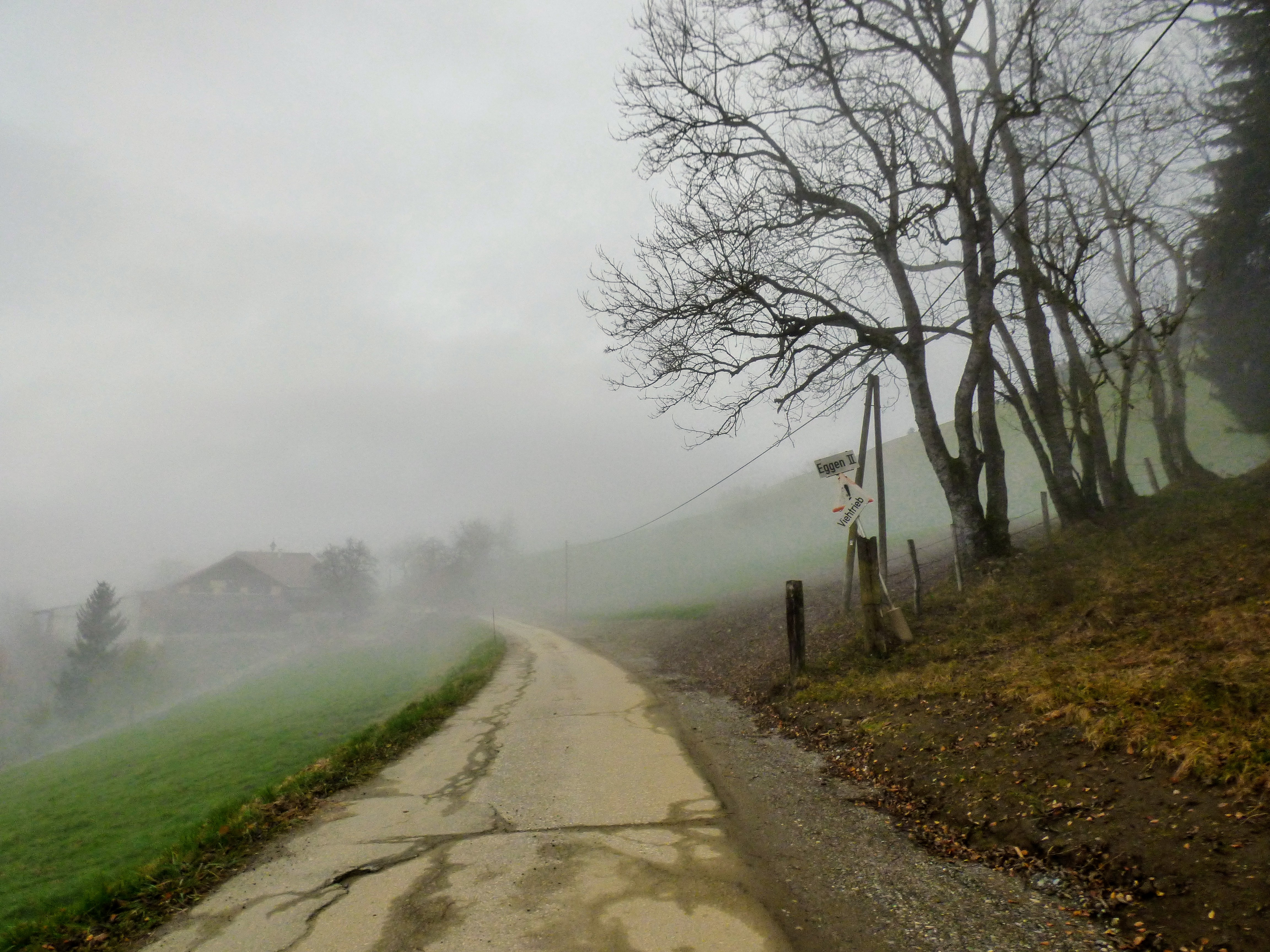
Südöstliche Ortseinfahrt Eggen II, im Hintergrund Haus Nr. 2

Eggen II, früher auch Eggen bei Gradenegg, ist eine Ortschaft in der Gemeinde Liebenfels im Bezirk Sankt Veit an der Glan in Kärnten (Österreich). Die Ortschaft hat 4 Einwohner (Stand 1. Jänner 2024). Sie liegt zur Gänze auf dem Gebiet der Katastralgemeinde Freundsam.

## Lage, Hofnamen
Die Ortschaft liegt im Südwesten des Bezirks Sankt Veit an der Glan, an einem Südhang nördlich des Freundsamer Mooses, nur wenige hundert Meter östlich der Grenze zum Bezirk Feldkirchen.
Folgende Hofnamen werden in der Ortschaft verwendet:
- Schmiedgregor (Nr. 2)

## Geschichte
Der Ort wurde im Franziszeischen Kataster als Eggen bey Gradenegg bezeichnet. In der Steuergemeinde Freundsam befindlich, war er Teil des Steuerbezirks Gradenegg und kam bei Gründung der Ortsgemeinden nach der Revolution 1848/49 zunächst zur Gemeinde Glantschach und 1875 an die Gemeinde Sörg.
Im 19. Jahrhundert noch aus drei Höfen bestehend und als Rotte bezeichnet, besteht der Ort mittlerweile nur mehr aus einem Hof; die Höfe Eggen und Leitenkeusche, die nördlich des Schmiedgregor-Hofs lagen, sind im 20. Jahrhundert abgekommen.
Als 1973 die Gemeinde Sörg an die Gemeinde Liebenfels, in deren Gebiet es bereits eine andere Ortschaft namens Eggen gab, angeschlossen wurde, hätte es zwei gleichnamige Ortschaften in einer Gemeinde gegeben. Daher werden seither die Namensformen Eggen II für den hier beschriebenen, ehemals zur Gemeinde Sörg gehörenden Ort und Eggen I für einen 2 km südlich liegenden, ehemals zur Gemeinde Liemberg gehörenden Ort verwendet.

## Bevölkerungsentwicklung
Für die Ortschaft zählte man folgende Einwohnerzahlen:
- 1869: 3 Häuser, 21 Einwohner[5]
- 1880: 5 Häuser, 21 Einwohner[4]
- 1890: 3 Häuser, 32 Einwohner[6]
- 1900: 3 Häuser, 30 Einwohner[7]
- 1910: 3 Häuser, 17 Einwohner[8]
- 1923: 3 Häuser, 14 Einwohner[9]
- 1934: 17 Einwohner[10]
- 1961: 1 Haus, 5 Einwohner[11]
- 2001: 1 Gebäude (davon 1 mit Hauptwohnsitz) mit 1 Wohnung; 6 Einwohner und 1 Nebenwohnsitzfall; 1 Haushalt; 0 Arbeitsstätten, 0 land- und forstwirtschaftliche Betriebe[12]
- 2011: 1 Gebäude, 5 Einwohner, 1 Haushalt, 0 Arbeitsstätten[13]
- 2021: 1 Gebäude, 4 Einwohner, 1 Haushalt, 1 Arbeitsstätte[14]